# 当堆乡
当堆乡，是中华人民共和国西藏自治区昌都市丁青县下辖的一个乡镇级行政单位。

## 行政区划
当堆乡下辖以下地区：
依塔西村、当堆村、斯熔村、洛霍村和白日村。